# Club Portugalete
O Club Portugalete é um clube de futebol espanhol, situado na cidade de Portugalete, na província de Bizkaia (região do País Basco) fundado em 1909.
Seu estádio é o La Florida, com capacidade para 5 mil espectadores, inaugurado em 25 de dezembro de 1951.
O uniforme principal é formado por camisas ouro com listras pretas, calções pretos e meiões pretos.

## Links
- Site oficial (em castelhano)